# 庄内神社 (豊中市)
庄内神社（しょうないじんじゃ）は、大阪府豊中市南部（庄内地区）に鎮座する神社。

## 由緒
服部天神宮・服部住吉神社・原田神社などの豊中市内各社に比べると歴史は新しく、庄内村各字に祀られていた7社を、1906年（明治39年）の勅令により合祀し庄内神社と号したことに始まる。当初は島江稲荷神社の位置に配祀、1912年（大正元年）10月に現在地へ遷座した。なお、庄内神社の元となった各社は、おおむね江戸時代に端を発すると伝えられるものが多い。
庄内の街は豊南市場や商店街が日々賑わいを見せているが、当社殿は繁華街から西へ離れた静かな住宅地に位置し、小さいながら鎮守の森も美しく保たれている。

## 祭神
- 保食神
- 宇迦之御魂神
- 応神天皇
- 神功皇后
- 稜威雄走神
- 素盞嗚尊

## 境内末社
- 大黒社（少彦名神社）

祭神：少彦名命・大己貴命・天照大神・住吉大神
- 恵比寿社（蛭子神社）

祭神：蛭子命・事代主神

## 境外末社
洲到止八幡宮（すどうしはちまんぐう）（大阪府豊中市大島町2丁目6）
祭神：応神天皇・神功皇后

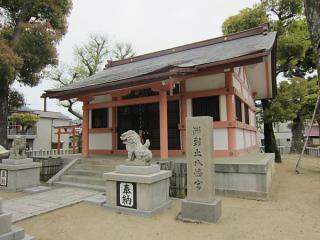
洲到止八幡宮

1758年(宝暦8年)石清水八幡宮より勧請。1909年(明治42年)神社合祀令により庄内神社に合祀され、1967年(昭和42年)に庄内神社の末社として造営。
- 境内末社（洲到止八幡宮内）
  - 護国社
  - 稲荷社

## 合祀前の各社
- 大字[1]野田: 八幡神社
- 大字牛立: 八幡神社
- 大字島江: 稲荷神社
- 大字菰江: 稜威天王社（みいつてんのうしゃ） – 牛頭天王社。菰江村社、稜威天王神社として現存
- 大字洲到止（すどうし）: 八幡神社
- 大字島田: 稲生神社
- 大字庄本新家（しょうもとしんけ）: 保食神社

## 主な祭礼
- 庄内戎祭  1月9日 - 11日
- 例大祭（庄内神社大祭）10月16日 - 17日

とよなか百景も参照。

## 教育
学校法人庄内神社学園として、庄内幼稚園及び庄内たちばな保育園を運営している。

## 交通
- 阪急宝塚本線庄内駅下車 徒歩15分（1km近く離れており経路も複雑なため、下記の阪急バスの方が便利）
- 阪急バス　島江バス停下車、北東へ徒歩2分。
  - 11系統 梅田 - 十三 - 島江 - 上津島
  - 21系統 江坂駅前 - 庄内駅前 - 島江 - 上津島 - 江坂駅前
  - 22系統 江坂駅前 - 上津島 - 島江 - 庄内駅前 - 江坂駅前
  - 24系統 江坂駅前 - 庄内駅前 - 島江 - 上津島 - 園田駅前